# Heterochrosis
Heterochrosis is een geslacht van vlinders van de familie snuitmotten (Pyralidae), uit de onderfamilie Phycitinae.

## Soorten
- H. holophaea Hampson, 1926
- H. molybdophora (Lower, 1903)
- H. oligochrodes Hampson, 1926
- H. zeylanica Hampson, 1926